# Isabella di Borbone-Spagna
Isabella di Borbone-Spagna, nota come La Chata (Madrid, 20 dicembre 1851 – Parigi, 23 aprile 1931), fu per due volte riconosciuta come erede presunto al trono spagnolo, con il titolo di principessa delle Asturie, riservato agli eredi della corona. Maggiore delle figlie femmine della regina Isabella II di Spagna, sposò il 13 maggio 1868 Gaetano di Borbone-Due Sicilie, conte di Girgenti, figlio del re Ferdinando II delle Due Sicilie, che si suicidò tre anni dopo.
L'infanta Isabella fu una figura di spicco durante il regno di suo fratello, il re Alfonso XII di Spagna, e durante la minore età di suo nipote, il re Alfonso XIII, poiché era il membro più popolare della famiglia reale spagnola. Dopo la caduta della monarchia di Alfonso XIII, ella rifiutò l'offerta dei repubblicani di continuare a vivere in Spagna e morì esule in Francia.

## Biografia

### Infanzia

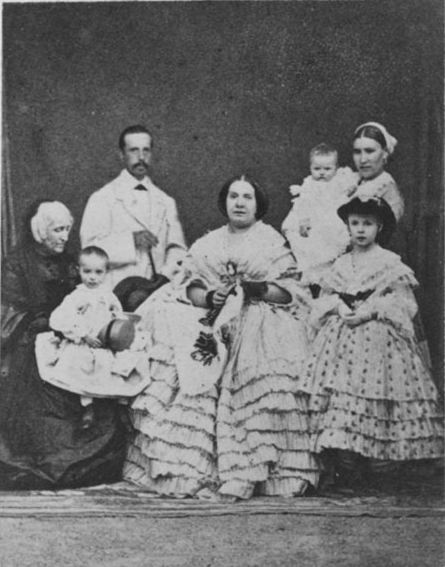
L'infanta Isabella ad otto anni con la sua famiglia. Da sinistra a destra: la marchesa di Malpica con Alfonso, allora principe delle Asturie, sulle sue ginocchia; don Francesco d'Assisi di Borbone-Spagna, re consorte, la regina Isabella II di Spagna, una bambinaia con in braccio l'infanta María de la Concepción e l'infanta Isabella. 1860.

Nata nel Palazzo reale di Madrid il 20 dicembre 1851, era la maggiore delle figlie femmine sopravvissute della regina Isabella II e di suo marito, il re consorte Francesco d'Assisi di Borbone-Spagna. La sua nascita fu molto attesa, dal momento che in precedenza sua madre aveva dato alla luce un maschio che era morto poche ore dopo. Nella tumultuosa era delle rivolte carliste e della sporadica guerra civile, Isabella fu immediatamente riconosciuta come l'erede al trono di sua madre e le fu concesso il tradizionale titolo principesco della corona delle Asturie.
La bambina fu battezzata il giorno successivo alla nascita con i nomi di María Isabel Francisca de Asís Cristina Francisca de Paula Dominga. Il matrimonio dei suoi genitori era infelice. All'età di sedici anni la regina Isabella II aveva sposato contro la sua volontà Francesco, duca di Cadice, che era per due volte suo cugino di primo grado. La regina, che non superò mai l'antipatia verso il suo effeminato marito, trovò uno sbocco alla sua natura passionale intessendo rapporti extraconiugali. Gli storici ed i biografi attribuiscono la paternità dell'infanta Isabella a José Ruiz de Arana y Saavedra (1826 - 1891), un giovane aristocratico ed ufficiale militare spagnolo. Ruiz de Arana proveniva dai circoli di palazzo e suo padre, il conte di Sevilla La Nueva, era usciere agli ambasciatori. La relazione tra la regina Isabella e Ruiz de Arana durò dal 1851 al 1856. Fu con una certa riluttanza che Francesco riconobbe Isabella come sua figlia, come avrebbe fatto in seguito con tutti i figli della regina Isabella II nati durante il loro travagliato matrimonio.
Il 2 febbraio 1852 Isabella II stava effettuando una tradizionale visita alla chiesa della Vergine di Atocha, presentando la figlia al pubblico, quando fu accoltellata da un prete pazzo. La regina fu salvata dallo spessore del suo corsetto e la ferita non la mise in pericolo di vita.
Come crebbe, la principessa Isabella cominciò ad apparire in pubblico in compagnia dei suoi genitori. Diventò popolarmente nota con il soprannome la Chata. Trascorse i suoi primi anni come figlia unica. C'erano sei anni di differenza tra Isabella ed il successivo fratello sopravvissuto, il futuro re Alfonso XII di Spagna. Altre sorelle completarono la famiglia. Isabella perse il titolo di principessa delle Asturie in seguito alla nascita di suo fratello il 28 novembre 1857 ed assunse il rango di Infanta di Spagna.
L'infanta Isabella fu allevata separatamente dal resto dei suoi fratelli e sorelle. I rapporti tra il re consorte Francesco ed i suoi presunti figli era freddo e formale. Isabella II era assorta dal suo regno turbolento e dalla sua vita privata, alternata a periodi di grande affetto verso i suoi figli e dal lontano approccio verso l'infanzia che era usanza del tempo.
Ella ricevette un'educazione migliore rispetto a quella di sua madre e fu l'unica fra i suoi fratelli e sorelle allevata durante il regno della loro madre. L'accento fu posto sulle lingue; la giovane infanta era inoltre molto interessata alla musica e all'equitazione, hobby di cui si dilettò per tutta la vita.

## Matrimonio

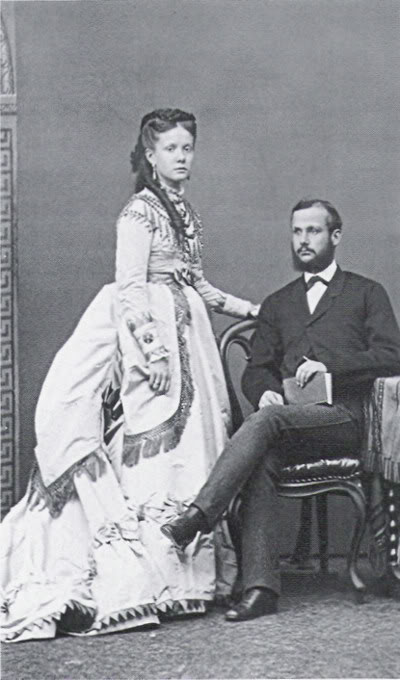
L'infanta Isabella ed il principe Gaetano delle Due Sicilie, 1868

In quanto erede presunta alla corona, e con un unico fratello di salute delicata che la separava dal trono, c'era un grande interesse nel combinare un prossimo matrimonio per l'infanta Isabella, al fine di fornire discendenti. Antonio Cánovas del Castillo, primo ministro di Isabella II, concepì l'idea di darla in moglie al principe Amedeo di Savoia, la cui sorella, Maria Pia, aveva di recente sposato Luigi I del Portogallo. La regina Isabella non era entusiasta della proposta, ma acconsentì ad un colloquio tra sua figlia ed il principe sabaudo. Il progetto fallì. Per ragioni politiche, Isabella II aveva dovuto riconoscere l'unificazione italiana sotto la corona sabauda e, per compensare i suoi cugini della dinastia Borbone delle Due Sicilie rimasti sconvolti da questo riconoscimento, la regina combinò il matrimonio della sua primogenita con uno dei fratellastri del sovrano appena deposto, Francesco II delle Due Sicilie, il principe Gaetano di Borbone-Due Sicilie, conte di Girgenti (1846–71), quarto dei figli maschi che il re Ferdinando II delle Due Sicilie aveva avuto dalla sua seconda moglie, l'arciduchessa d'Austria Maria Teresa d'd'Asburgo-Teschen. Il principe Gaetano aveva da poco perso la madre e uno dei suoi fratelli minori, e la sua famiglia era in difficoltà finanziarie. Gaetano era un primo cugino della madre e del padre di Isabella.
Nell'aprile 1868 il principe Gaetano arrivò in Spagna e il matrimonio fu rapidamente organizzato per venire celebrato un paio di settimane più tardi. Né l'infanta Isabella né Gaetano erano entusiasti del progetto. Gaetano era alto e di buon cuore, ma senza un soldo e afflitto da problemi di salute. Era noto per la sua mancanza di intelletto. L'infanta Isabella era di bassa statura, bionda, con gli occhi azzurro chiari e con un piccolo naso all'insù. Era obbediente, conservatrice e testarda.
Il matrimonio ebbe luogo in mezza pompa magna il 13 maggio 1868. Dopo questo matrimonio, Isabella II concesse a Gaetano il titolo di infante di Spagna. Dopo le nozze, la giovane coppia intraprese una lunga luna di miele che li portò prima a far visita alla famiglia acquisita di lei, che risiedeva presso la corte austriaca. Sulla via del ritorno in Spagna, mentre facevano visita a Napoleone III e all'imperatrice Eugenia a Fontainebleau, ricevettero la notizia della rivoluzione che costò ad Isabella II il trono. Gaetano si affrettò a rientrare in Spagna e combatté, difendendo la monarchia, nella battaglia di Alcolea, la cui sconfitta segnò la fine del regno di Isabella II. La regina deposta attraversò il confine con la Francia con la famiglia reale e si stabilì in esilio a Parigi, dove la stava aspettando l'infanta Isabella. Inizialmente l'infanta Isabella e Gaetano vissero anch'essi a Parigi in una casa che apparteneva allo zio di Gaetano, il conte d'Aquila. Gaetano era afflitto da problemi di salute e depressione.

Per due anni la coppia intraprese una serie di viaggi attraverso l'Europa, visitando l'Austria, la Germania e l'Inghilterra, cercando invano di migliorare la salute di Gaetano. Con l'aiuto dei suoi due aiutanti di campo, Gaetano riuscì a nascondere a sua moglie per tutto il tempo che poté la vera natura della sua malattia. Era un epilettico. Un giorno egli ebbe un attacco in presenza di sua moglie, che non aveva avuto il minimo sentore circa la vera natura della malattia di Gaetano. All'inizio di una gravidanza, l'infanta Isabella subì un aborto spontaneo. La perdita del loro bambino, la perdita della corona spagnola, e la sua salute in declino contribuirono a sprofondare Gaetano in una profonda depressione ed egli tentò il suicidio. Dopo tale avvenimento, a Gaetano non fu permesso di rimanere solo e tra Isabella e i suoi stessi aiutanti egli era costantemente monitorato. Tuttavia, il 26 novembre 1871 mentre erano ospitati in un hotel di Lucerna, in Svizzera, Gaetano riuscì a chiudersi in una stanza e si sparò alla testa. Fu trovato ancora vivo, ma morì poco dopo.
Giovane vedova di appena venti anni, l'infanta Isabella, che era diventata molto legata a suo marito, pianse la sua tragica morte. Si trasferì al palazzo di Castiglia a Parigi con la madre, l'ex-regina Isabella.

### Vita successiva
Il 29 dicembre 1874 il fratello Alfonso, fu collocato sul trono spagnolo al posto della loro madre. Poco dopo, l'infanta Isabella fu chiamata dal governo a tornare in Spagna come prima dama della corte ed erede presunta al trono. Era ancora una volta la principessa delle Asturie come erede alla corona spagnola. Durante questo periodo si prospettarono per lei diversi progetti perché si risposasse. L'arciduca d'Austria Luigi Salvatore d'Asburgo-Lorena, che già viveva in Spagna, fu la prima scelta del governo, ma una volta che il suo comportamento eccentrico divenne noto, questa idea fu abbandonata. Un altro candidato fu il principe Arnulf di Baviera, ma Isabella non desiderava risposarsi, e il fratello, che le era molto legato, alla fine rispettò i suoi desideri.
Durante i primi anni di regno del fratello, Isabella fu per lui una grande risorsa propugnatrice della causa monarchica. Dopo che la madre, la ex-regina Isabella, tornò a vivere permanentemente in Francia, le tre sorelle più giovani di Isabella furono poste sotto le sue cure ed ella fornì loro una buona educazione. Le due più grandi, le infante Pilar e Paz, non crearono problemi, come invece fece la più giovane, la vivace infanta Eulalia.
Isabella funse anche da guida per la sua giovane cugina, Mercedes d'Orléans, che aveva sposato suo fratello nel 1880 e che l'aveva, come nuova regina, rimpiazzata come prima dama del regno. Il matrimonio di suo fratello le permise di dedicare più tempo ai suoi hobby e ai viaggi. In seguito alla prematura morte della regina Mercedes, Isabella scelse l'arciduchessa Maria Cristina d'Austria come sua nuova cognata e la favorì come moglie del fratello. Maria Cristina era nipote di una buona amica di Isabella, l'arciduchessa Maria Carolina d'Asburgo-Teschen, che era stata una seconda madre per Gaetano ed i suoi fratelli e sorelle.

## Antenati
|                                       |                    |                                  | Genitori                        |  |  | Nonni |  |  | Bisnonni           |  |  | Trisnonni           |  |
|                                       |                    |                                  |                                 |  |  |       |  |  | Carlo IV di Spagna |  |  | Carlo III di Spagna |  |
|                                       |                    |                                  |                                 |  |  |       |  |  | Carlo IV di Spagna |  |  | Carlo III di Spagna |  |
|                                       |                    | Maria Amalia di Sassonia         |                                 |  |  |       |  |  | Carlo IV di Spagna |  |  |                     |  |
| Francesco di Paola di Borbone-Spagna  |                    |                                  |                                 |  |  |       |  |  | Carlo IV di Spagna |  |  |                     |  |
|                                       |                    | Maria Luisa di Borbone-Parma     | Filippo I di Parma              |  |  |       |  |  |                    |  |  |                     |  |
|                                       |                    | Maria Luisa di Borbone-Parma     | Filippo I di Parma              |  |  |       |  |  |                    |  |  |                     |  |
|                                       |                    | Maria Luisa di Borbone-Parma     | Elisabetta di Borbone-Francia   |  |  |       |  |  |                    |  |  |                     |  |
| Francesco d'Assisi di Borbone-Spagna  |                    | Maria Luisa di Borbone-Parma     |                                 |  |  |       |  |  |                    |  |  |                     |  |
|                                       |                    | Francesco I delle Due Sicilie    | Ferdinando I delle Due Sicilie  |  |  |       |  |  |                    |  |  |                     |  |
|                                       |                    | Francesco I delle Due Sicilie    | Ferdinando I delle Due Sicilie  |  |  |       |  |  |                    |  |  |                     |  |
|                                       |                    | Francesco I delle Due Sicilie    | Maria Carolina d'Asburgo-Lorena |  |  |       |  |  |                    |  |  |                     |  |
| Luisa Carlotta di Borbone-Due Sicilie |                    | Francesco I delle Due Sicilie    |                                 |  |  |       |  |  |                    |  |  |                     |  |
|                                       |                    | Maria Isabella di Borbone-Spagna | Carlo IV di Spagna              |  |  |       |  |  |                    |  |  |                     |  |
|                                       |                    | Maria Isabella di Borbone-Spagna | Carlo IV di Spagna              |  |  |       |  |  |                    |  |  |                     |  |
|                                       |                    | Maria Isabella di Borbone-Spagna | Maria Luisa di Borbone-Parma    |  |  |       |  |  |                    |  |  |                     |  |
| Isabella di Borbone-Spagna            |                    | Maria Isabella di Borbone-Spagna |                                 |  |  |       |  |  |                    |  |  |                     |  |
|                                       | Carlo IV di Spagna | Carlo III di Spagna              |                                 |  |  |       |  |  |                    |  |  |                     |  |
|                                       | Carlo IV di Spagna | Carlo III di Spagna              |                                 |  |  |       |  |  |                    |  |  |                     |  |
|                                       | Carlo IV di Spagna | Maria Amalia di Sassonia         |                                 |  |  |       |  |  |                    |  |  |                     |  |
| Ferdinando VII di Spagna              | Carlo IV di Spagna |                                  |                                 |  |  |       |  |  |                    |  |  |                     |  |
|                                       |                    | Maria Luisa di Borbone-Parma     | Filippo I di Parma              |  |  |       |  |  |                    |  |  |                     |  |
|                                       |                    | Maria Luisa di Borbone-Parma     | Filippo I di Parma              |  |  |       |  |  |                    |  |  |                     |  |
|                                       |                    | Maria Luisa di Borbone-Parma     | Elisabetta di Borbone-Francia   |  |  |       |  |  |                    |  |  |                     |  |
| Isabella II di Spagna                 |                    | Maria Luisa di Borbone-Parma     |                                 |  |  |       |  |  |                    |  |  |                     |  |
|                                       |                    | Francesco I delle Due Sicilie    | Ferdinando I delle Due Sicilie  |  |  |       |  |  |                    |  |  |                     |  |
|                                       |                    | Francesco I delle Due Sicilie    | Ferdinando I delle Due Sicilie  |  |  |       |  |  |                    |  |  |                     |  |
|                                       |                    | Francesco I delle Due Sicilie    | Maria Carolina d'Asburgo-Lorena |  |  |       |  |  |                    |  |  |                     |  |
| Maria Cristina di Borbone-Due Sicilie |                    | Francesco I delle Due Sicilie    |                                 |  |  |       |  |  |                    |  |  |                     |  |
|                                       |                    | Maria Isabella di Borbone-Spagna | Carlo IV di Spagna              |  |  |       |  |  |                    |  |  |                     |  |
|                                       |                    | Maria Isabella di Borbone-Spagna | Carlo IV di Spagna              |  |  |       |  |  |                    |  |  |                     |  |
|                                       |                    | Maria Isabella di Borbone-Spagna | Maria Luisa di Borbone-Parma    |  |  |       |  |  |                    |  |  |                     |  |
|                                       |                    | Maria Isabella di Borbone-Spagna |                                 |  |  |       |  |  |                    |  |  |                     |  |